# Isoleringsmontör

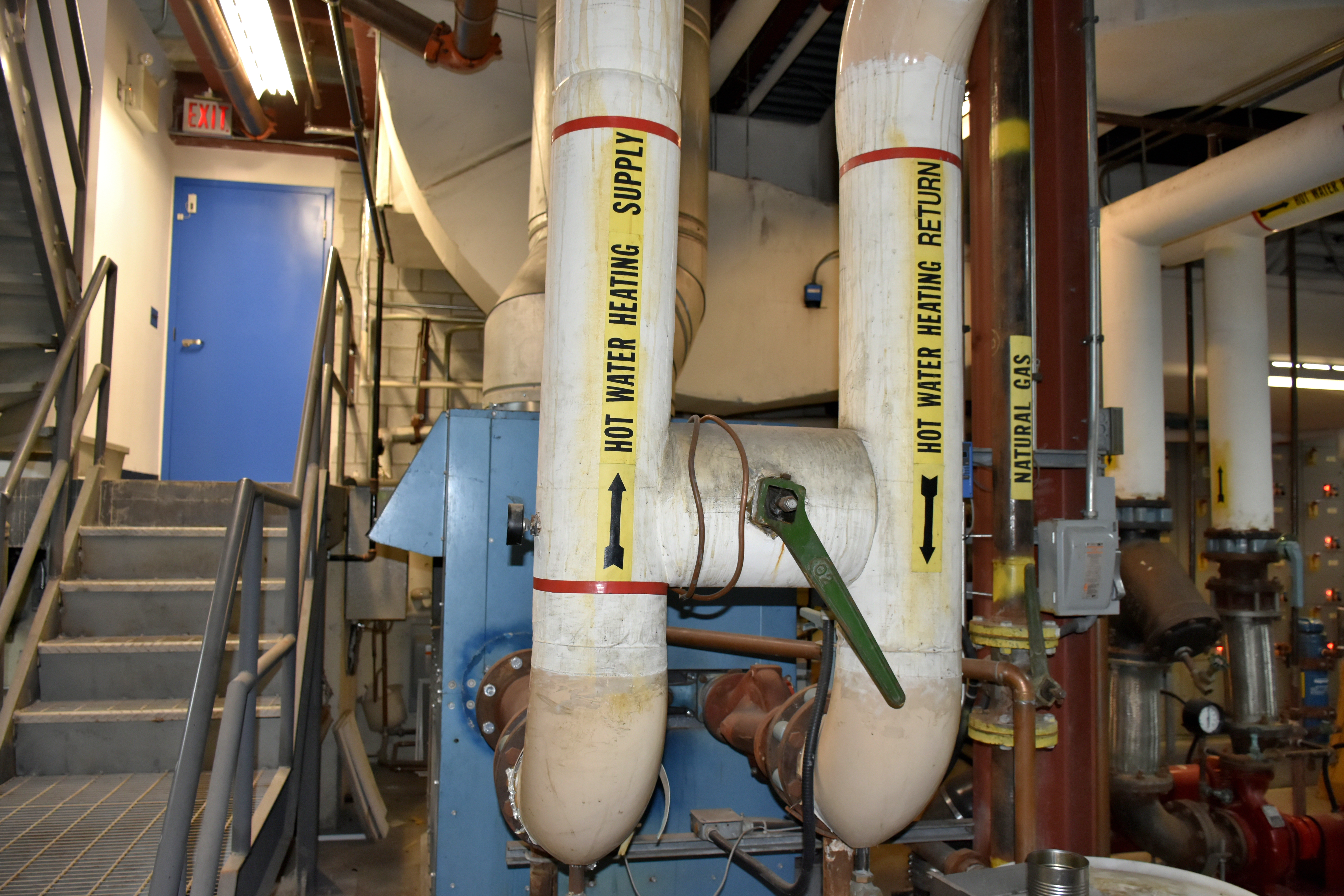
Isolerade varmvattenledningar

Isoleringsmontör är en fackman som arbetar med att isolera rör och olika typer av behållare i fastigheter och industrier. Det finns i huvudsak två inriktningar: VVS-isolering och isoleringsplåtslageri. VVS-isolering ser till att VVS-systemens kalla och varma rör isoleras, vanligen genom beklädning med böjliga polymera material. Isoleringsplåtslageri behövs i industrier för att isolera rör, ångpannor, cisterner, kemiska reaktorer och andra behållare där temperaturerna kan vara mycket höga, och där isoleringen ofta kläs med plåt. 
För att bli isoleringsmontör kan man gå den treåriga gymnasieutbildningen VVS- och fastighetsprogrammet (tidigare Energiprogrammet).